# Luigi Tarantino
Luigi Tarantino (Napoli, 10 de novembro de 1972) é um esgrimista italiano, medalhista olímpico.
Luigi Tarantino representou seu país nos Jogos Olímpicos de Verão de 1996 a 2012. Conseguiu a medalha no sabre por equipes quatro vezes.